# Samir Toumi
 (novembre 2021).
La mise en forme du texte ne suit pas les recommandations de Wikipédia : il faut le « wikifier ».
Les points d'amélioration suivants sont les cas les plus fréquents. Le détail des points à revoir est peut-être précisé sur la page de discussion.
- Les titres sont pré-formatés par le logiciel. Ils ne sont ni en capitales, ni en gras.
- Le texte ne doit pas être écrit en capitales (les noms de famille non plus), ni en gras, ni en italique, ni en « petit »…
- Le gras n'est utilisé que pour surligner le titre de l'article dans l'introduction, une seule fois.
- L'italique est rarement utilisé : mots en langue étrangère, titres d'œuvres, noms de bateaux, etc.
- Les citations ne sont pas en italique mais en corps de texte normal. Elles sont entourées par des guillemets français : « et ».
- Les listes à puces sont à éviter, des paragraphes rédigés étant largement préférés. Les tableaux sont à réserver à la présentation de données structurées (résultats, etc.).
- Les appels de note de bas de page (petits chiffres en exposant, introduits par l'outil «  Source ») sont à placer entre la fin de phrase et le point final[comme ça].
- Les liens internes (vers d'autres articles de Wikipédia) sont à choisir avec parcimonie. Créez des liens vers des articles approfondissant le sujet. Les termes génériques sans rapport avec le sujet sont à éviter, ainsi que les répétitions de liens vers un même terme.
- Les liens externes sont à placer uniquement dans une section « Liens externes », à la fin de l'article. Ces liens sont à choisir avec parcimonie suivant les règles définies. Si un lien sert de source à l'article, son insertion dans le texte est à faire par les notes de bas de page.
- La présentation des références doit suivre les conventions bibliographiques. Il est recommandé d'utiliser les modèles {{Ouvrage}}, {{Chapitre}}, {{Article}}, {{Lien web}} et/ou {{Bibliographie}}. Le mode d'édition visuel peut mettre en forme automatiquement les références.
- Insérer une infobox (cadre d'informations à droite) n'est pas obligatoire pour parachever la mise en page.

Pour une aide détaillée, merci de consulter Aide:Wikification.
Si vous pensez que ces points ont été résolus, vous pouvez retirer ce bandeau et améliorer la mise en forme d'un autre article.
Pour le musicien et chanteur algérien, voir Samir Toumi (musicien).
Samir Toumi, né le 7 juin 1968 à Bologhine (Algérie), est un consultant et auteur algérien.

## Biographie
Samir Toumi a une formation d’ingénieur polytechnicien.
Il a créé dans la basse Casbah d’Alger « La Baignoire », un concept « d’espace partagé » avec les artistes, une entreprise de conseil, un espace hybride où des jeunes artistes peuvent venir exposer leur travail. Durant les expositions d’art contemporain, ce lieu s’ouvre au public. Après plusieurs absences intermittentes en France pour y poursuivre ses études et en Tunisie pour ses projets professionnels, il revient à Alger en 2004 pour y vivre et fonder une société de conseil centrée sur les ressources humaines. Il est aujourd’hui écrivain et photographe, se qualifiant lui-même de « humble amateur ».
L'auteur a participé à l'ouvrage collectif "Méditerranée, amère frontière" paru chez Actes Sud en 2019. Il a également collaboré en 2013 à la revue "L'impossible" créé par feu Michel Butel.
Son premier livre Alger, le cri (2013), publié aux éditions Barzakh était un portrait itinérant, à la fois sensible et amer, de la « blanche » capitale. L’effacement (2016), paru chez le même éditeur, sera son deuxième, le roman d’une génération sacrifiée : celle de l’Algérie postcoloniale. La génération des fils dont les pères n'ont eu de cesse d'être glorifié par l'État algérien au nom de la construction nationale. Il raconte les errements d’un quadragénaire tourmenté.
Son troisième roman Amin, une fiction algérienne a été publié en 2024, chez les éditions Barzakh.

## Ouvrages
- Alger, le cri, 2013[5]
- L'Effacement, 2016[6]
- Amin, une fiction algérienne, 2024[9]

## Traduction et adaptation
Une traduction en anglais de son premier roman, Alger, le cri, faite par Alice Kaplan, est parue dans la revue littéraire The Yale Review (Yale University).
Son roman L'Effacement a été traduit en italien par Daniela De Lorenzo sous le titre "Lo specchio vuoto" aux éditions Mesogea, publié en 2018. De plus, L'Effacement a fait l'objet d'une adaptation cinématographique réalisée par Karim Moussaoui, et produite par Pelleas Films.
Alger, le Cri a été traduit en italien par Giulia Béatrice Filpi sous le titre "Algeri, il grido" aux éditions Astarte, publié en juillet 2021.

## Influences
Samir Toumi est touché par des auteurs très différents. Il cite le Japonais Yukio Mishima ou encore les français Michel Houellebecq et Margueritte Duras. Pour lui, leur capacité à explorer et à rendre la complexité de nos vies intérieures le fascine.
Pour la forme, il lui semble important de citer également Portnoy et son complexe, de Philip Roth, où, de manière magistrale, le personnage se confie à un psy. Mais bien entendu son pays, l’Algérie, son histoire tourmentée, et la société algérienne, complexe et tellement mouvante, constituent pour lui une source inépuisable d’inspiration.

## Prix
À la sortie de son livre, le romancier Samir Toumi est annoncé, par son éditeur, pour animer des rencontres dans les librairies de Milan, Naples et Rome en 2016. En 2017, Samir Toumi reçoit le prix de l’Association France-Algérie pour ce roman.